# Brakwaterpok
De brakwaterpok (Amphibalanus improvisus) is een zeepokkensoort uit de familie van de Balanidae. De wetenschappelijke naam van de soort werd in 1854 gepubliceerd door Charles Darwin.

## Beschrijving
De brakwaterpok heeft een gladde witte of lichtgrijze conische kalkhoudende schelp bestaande uit zes aangegroeide platen. Er is een ovale of ruitvormige opening aan de bovenkant die wordt afgeschermd door twee scharnierende afdekplaten. Volwassenen brakwaterpokken worden meestal ongeveer 10 mm in diameter en 6 mm breed, hoewel ze soms groter zijn dan dit en groter kunnen worden als ze dicht op elkaar staan. De basis is kenmerkend radiaal gegroefd. Deze soort kan verward worden met de paarsgestreepte zeepok (Amphibalanus amphitrite) en in Europese wateren met de gewone zeepok (Semibalanus balanoides) of de gekerfde zeepok (Balanus crenatus).

## Verspreiding
De brakwaterpok heeft een kosmopolitische verspreiding en komt voor in gematigde en tropische delen van de Atlantische Oceaan, de Noordelijke IJszee, de Oostzee, de Noordzee, de Middellandse Zee en de Zwarte Zee. Het is onbekend waar het natuurlijke verspreidingsgebied van de soort ligt, maar het kan zijn ontstaan in Noord-Amerika. Het heeft vele delen van de oceanen van de wereld met inbegrip van de Indo-Stille Oceaan en Australië gekoloniseerd als aangroei op de rompen van schepen. Het was een van de eerste geregistreerde introducties van de Oostzee, gevonden in Zweden en Litouwen in 1844, het Elbe-estuarium in 1854 en Groot-Brittannië in de jaren 1880.